# Janja Majzelj
Janja Majzelj, slovenska igralka in pevka, * 18. februar 1972, Ljubljana.
Študirala je dramsko igro in umetniško besedo na AGRFT v Ljubljani, kjer je diplomirala leta 1996.
Od leta 1989 je bila osem let članica skupine Betontanc, od leta 1998 pa je članica Slovenskega mladinskega gledališča.

## Nagrade
- Župančičeva nagrada – 2014
- Nagrada Prešernovega sklada – 2011
- Severjeva nagrada – 2001
- zlata paličica – 1999
- zlata ptica – 1998